# Есино (Брянская область)
Есино — посёлок в Брасовском районе Брянской области, в составе Столбовского сельского поселения. 
 Расположен в 4 км к юго-востоку от села Столбово. Население — 34 человека (2009).
Возник в 1920-е годы. До 2005 года входил в состав Городищенского (2-го) сельсовета.
| Годы      | 1979 | 1989 | 2002 | 2009 |
| --------- | ---- | ---- | ---- | ---- |
| Население | 103  | 57   | 44   | 34   |